# Rooibos

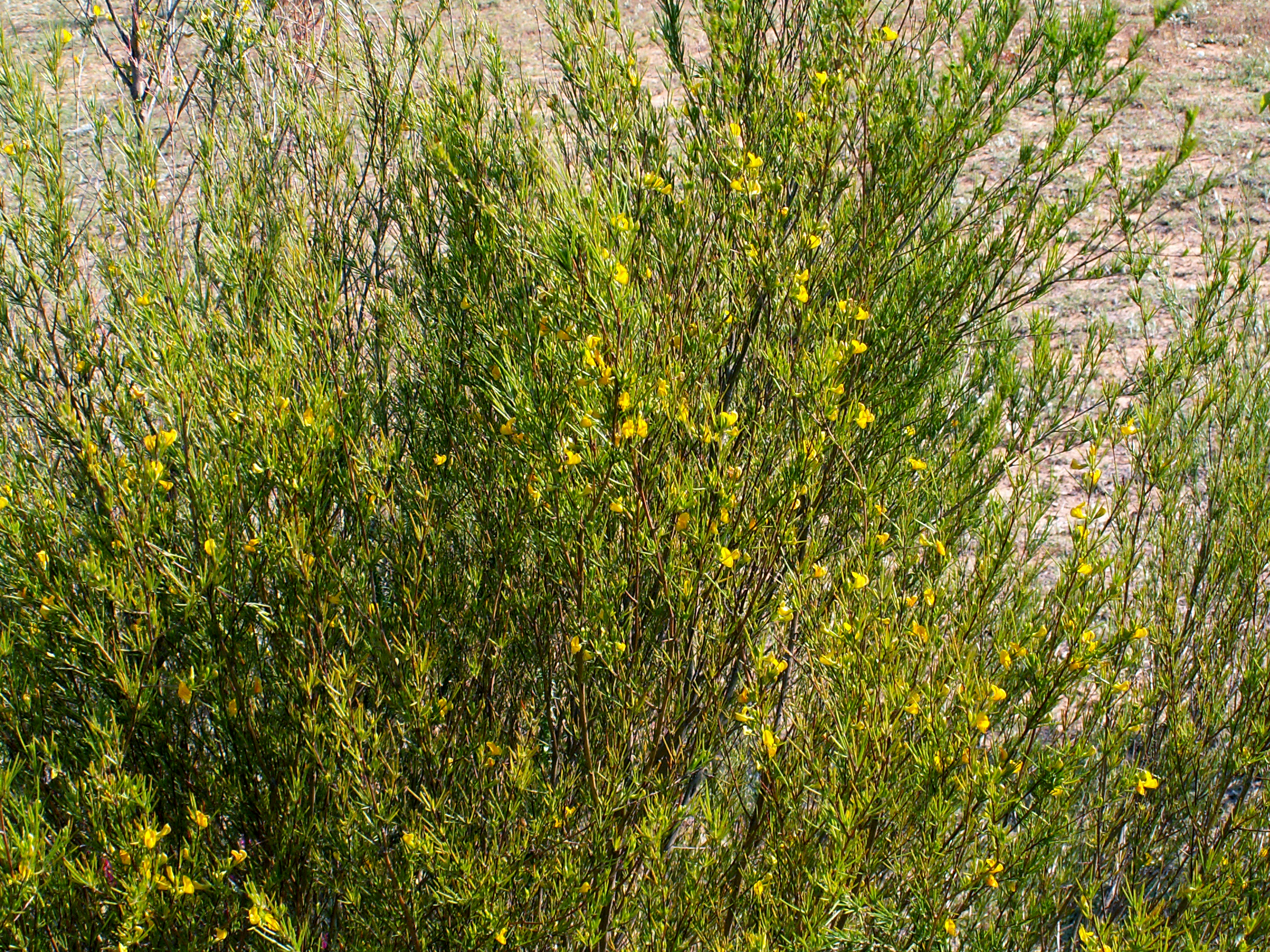
Čajovec kapský

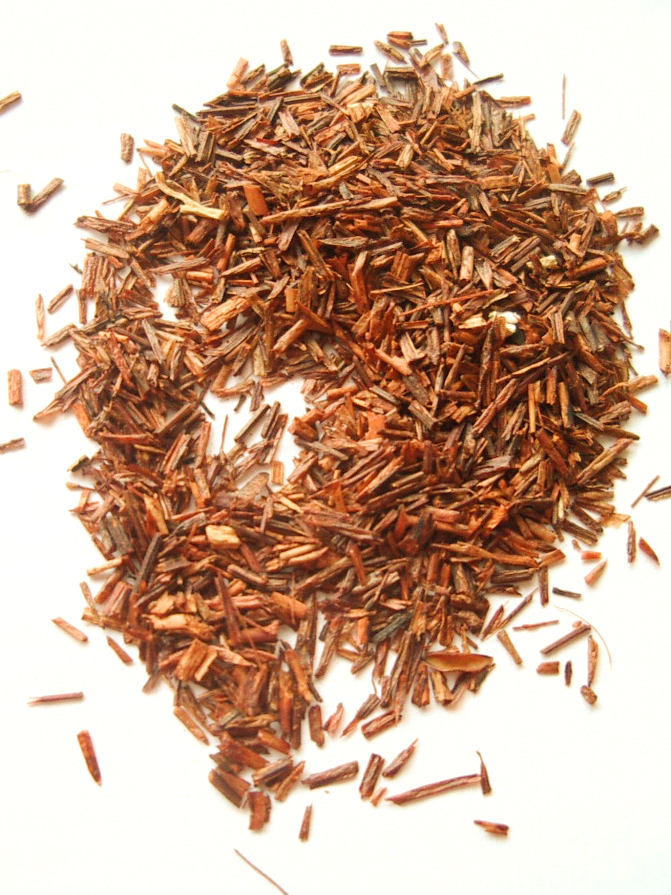
Rooibos

Rooibos je nápojem připravovaným z keře nazývaného čajovec kapský (Aspalathus linearis) z čeledi bobovitých. Již po mnoho generací je tento nápoj populární v Jižní Africe, jeho popularita se rozšířila i do řady zemí celého světa.

## Výroba
Čajovec roste pouze na malém území v Cederbergu v provincii Západní Kapsko. Rostlina se vysazuje v únoru až březnu. První sklizeň je za půl roku. Poté se sbírá do vaků a drtí se. Listy procházejí oxidací a získávají výraznou červenohnědou barvu. Vyrábí se také neoxidovaný „zelený“ rooibos.

## Použití
V Jižní Africe je běžné pít rooibos spolu s mlékem a cukrem, avšak v ostatních částech světa se většinou podává bez těchto přísad. Vůně rooibosu je často popisována jako sladká (a to i bez přidání cukru) a mírně ořechová. Příprava rooibosového nálevu je v podstatě stejná jako příprava černého čaje s tím rozdílem, že vůně je vylepšená delším vařením. Získaný nápoj je červenohnědý, což vysvětluje, proč se rooibosu někdy říká „červený čaj“.
Nápoj má charakteristickou tmavě červenou barvu a lehce nasládlou chuť. Někdy se rooibos také míchá s různými přísadami, aromatickými bylinami a podobně.
Z rooibosu se dá připravit i espressu podobný nápoj – red espresso.

## Složení
Rooibos obsahuje zejména fenolické látky a flavonoidy s prokázanými antioxidačními účinky a některé minerální látky. Z dalších látek jsou obsaženy glukosidy aspalatin a notofagin. Obsah vitamínu C je navzdory legendám velmi nízký, novější studie jeho přítomnost v červeném i zeleném rooibosu ani neprokázaly. Z minerálních látek je ve významnějším množství přítomna měď, fluor a mangan. Měď obsažená v 1 standardním šálku (1 čajová lžička rooibosu na šálek) pokrývá asi 8 % doporučené denní dávky, fluor 7 %, mangan 2 %. Jiné minerální látky, jako vápník, železo, draslík, hořčík, sodík, fosfor a zinek, nejsou přítomny ve významnějším množství a 1 šálek rooibosu přináší méně než 1 % doporučené denní dávky těchto prvků. Na rozdíl od pravého čaje má rooibos nízký obsah tříslovin.

## Zdravotní účinky
Existuje domněnka, že rooibos pomáhá vypořádat se s nervovým vypětím, alergiemi a trávicími potížemi. Při laboratorních testech (in vitro) se prokázalo, že rooibos inhibuje aktivitu xantinoxidázy, testy in vivo stále nebyly provedeny. Xantinoxidáza hraje roli v přeměně purinu na kyselinu močovou, což může potenciálně pomáhat v léčení dny. V těchto testech se zjistilo, při užití určitých koncentrací, že infuse rooibos je ani ne z poloviny tak účinná jako allopurinol, tedy lék, který je běžně při terapii dny předepisován právě na inhibici xantioxidázy.
V rooibos lze nalézt dva flavonoidy, kvercetin a luteolin, které jsou známy pro své kvality při terapii rakoviny. Rooibos neobsahuje antioxidant epigallokatechin-3-gallát, který lze nalézt v zeleném čaji.  
Tradiční medicína v Jižní Africe užívá rooibos na zmírnění dětské koliky, alergie, astma a kožní problémy.
Polysacharid izolovaný z čajovce ukazuje aktivitu potlačující činnost HIV viru, tím, že se váže na T-lymfocyty.